# كارل سيغموند
كارل سيغموند (بالألمانية: Karl Sigmund؛ بالإنجليزية: Karl Sigmund) هو رياضياتي أسترالي ونمساوي، ولد في 1945 في Gars am Kamp ‏ في النمسا.